# Litografia por feixe de elétrons
Litografia por feixe de elétrons (frequentemente abreviada na literatura em língua inglesa como e-beam lithography) é a prática de varrer com um feixe de elétrons em um padrão através de uma superfície coberta com um filme (chamado nesta área de atividade resiste), ("expondo" o resiste) e de remover seletivamente ou regiões expostas ou não expostas do resiste ("desenvolvimento"). O propósito, assim como com fotolitografia, é a criação de estruturas muito pequenas no resiste que podem posteriormente ser transferidas para o substrato material, muitas vezes por decapagem. Ele foi desenvolvido para a fabricação de circuitos integrados, e é também usado para criar arquiteturas nanotecnológicas.